# Huozhou
Huozhou (霍州市S, HuòzhōuP) è una città-contea della Cina, situata nella provincia dello Shanxi e amministrata dalla prefettura di Linfen.